# Dúbravka (okres Michalovce)
Dúbravka je obec na Slovensku v okrese Michalovce. Leží 16 km jihozápadně od Michalovců.

## Církevní stavby
V obci se nacházejí 2 kostely
- římskokatolický filiální kostel Nejsvětějšího těla a krve Páně[3] z roku 1993[4]
- řeckokatolický farní chrám Narorození Panny Marie z roku 1927
- pravoslavný chrám byl ve výstavbě ještě v roce 2013.[5]